# Osmar Mares
Osmar Mares Martínez (n. 17 de junio de 1987 en Torreón, Coahuila), es un exfutbolista mexicano que jugaba como lateral por izquierda. Debutó en la Primera División de México con el Club Santos Laguna y se retiró con el Club Necaxa al concluir el Clausura 2019.

## Vida personal
Mares nació en la ciudad de Torreón, en el estado de Coahuila. Hijo de Jorge Mares y Guadalupe Martínez, se crio en la colonia Antigua Aceitera. 
Tiene 3 hijos: Osmar, Valentina y Luna.

## Trayectoria

### Inicios y Club Santos Laguna
Empezó jugando en la escuela "CESIFUT", que era dirigida por su tutor Juan Rodríguez, a los 10 años fue detectado por un buscador de talentos del equipo santista que lo llevó para las categorías juveniles cuando tenía 15 años. 
En el Clausura 2006, Benjamín Galindo, entrenador de los Alviverdes lo invitó al primer equipo, pero al ser cesado y tras la llegada del uruguayo Wilson Graniolatti, fue enviado al equipo de la Segunda División de México.
En la Temporada 2006-2007 fue registrado con Santos Laguna A, cuadro filial de los Alviverdes en la Primera División 'A'. Se presentó en la Jornada 1 del Apertura 2006, en el Estadio Corona ante Real de Colima; el partido finalizó 0-5 a favor de los Tuberos de Colima.
Después de participar en 6 encuentros, fue citado por Daniel Guzmán para que se integrara al primer equipo. Debutó en la Primera División de México, el 15 de octubre de 2006, enfrentando a Jaguares de Chiapas en el Estadio Corona, en partido correspondiente a la Jornada 13 del Apertura 2006; el partido finalizó 0-0.
Fue Campeón de Liga en el Clausura 2008, luego de vencer a la Máquina Celeste del Cruz Azul (Estadio Azul 0-1 y Estadio Corona 1-1).
Con la salida de Edgar Castillo al finalizar el Apertura 2008–que era el jugar titular–, Mares empezó a tener más regularidad en el once inicial.  
Con las incorporaciones de Antonio Olvera y Carlos Adrián Morales, en el  Bicentenario 2010, solo participó durante 315 minutos, lo que provocó que saliera de la institución al concluir el certamen. 

### San Luis FC
En la Temporada 2010-2011 jugó para San Luis FC. 
Con los Gladiadores disputó 30 partidos y marcó 2 goles; su primer tanto en el Máximo Circuito llegó el 8 de enero de 2011, enfrentando a los Rayados de Monterrey en el Estadio Tecnológico, en partido correspondiente a la Jornada 1 del Clausura 2011; San Luis ganó 0-2.

### Club Santos Laguna (Segunda etapa)
Regresó a Santos para el Apertura 2011. 
El 24 de septiembre de 2013, en un partido de la Copa México contra los Tigres de la UANL, sufrió una fuerte caída que lo dejó inconsciente y como, Mares terminó con triple lesión (concusión cerebral, esguince cervical y contusión medular).  
Regresó a las canchas el 2 de noviembre de 2013, en el triunfo de Jaguares de Chiapas amte Santos Laguna en el Estadio Víctor Manuel Reyna.

### Club América
De cara al Apertura 2014, fue contratado por el Club América.
Con las Águilas fue Campeón de Liga en el Apertura 2014 al vencer a los Tigres de la UANL por marcador global de 3-1 (Estadio Universitario 1-0 y Estadio Azteca 3-0).
Conquistó en dos ocasiones la Liga de Campeones de la Concacaf.

### Veracruz
El 8 de junio de 2017, se incorporó a los Tiburones Rojos de Veracruz.

### Club Necaxa
El 29 de diciembre de 2018, fue presentado con el Club Necaxa.

### Fútbol 7
El 16 de enero de 2024, mediante un evento que se transmitió por Twitch, el exjugador participó como miembro del draft en el proyecto de la Américas Kings League, siendo elegido para jugar como defensa por el equipo de West Santos FC, liderado principalmente por los streamers Arcangel y WestCol. Sin embargo en mayo de ese año dejó la competición de fútbol 7 profesional a causa de una lesión.

## Selección nacional

### Sub-20
Fue convocado por Jesús Ramírez para acudir a la Copa Mundial de Fútbol Sub-20 de 2007 en Canadá. Dentro del torneo, jugó 1 partido y anotó 1 gol, mismo que le dedicó a su hijo.   
| Certamen       | Sede   | Resultado        | Partidos | Goles |
| -------------- | ------ | ---------------- | -------- | ----- |
| Mundial Sub-20 | Canadá | Cuartos de final | 1        | 1     |

| Fecha      | Estadio                              | Encuentro | Resultado |
| ---------- | ------------------------------------ | --------- | --------- |
| 8 de julio | Estadio de la Mancomunidad, Edmonton | Fecha 3   | 1-2       |

## Estadísticas
Actualizado a abril de 2019.
| Club                    | Div           | Temporada     | Liga  | Liga  | Copas Nacionales(1) | Copas Nacionales(1) | Copas internacionales(2) | Copas internacionales(2) | Total | Total |
| Club                    | Div           | Temporada     | Part. | Goles | Part.               | Goles               | Part.                    | Goles                    | Part. | Goles |
| ----------------------- | ------------- | ------------- | ----- | ----- | ------------------- | ------------------- | ------------------------ | ------------------------ | ----- | ----- |
| San Luis F. C. · México |               |               |       |       |                     |                     |                          |                          |       |       |
| 1ª                      | 2010-11       | 26            | 2     | -     | -                   | 4                   | 0                        | 30                       | 2     |       |
| Total club              | Total club    | 26            | 2     | 0     | 0                   | 4                   | 0                        | 30                       | 2     |       |
| Santos Laguna · México  |               |               |       |       |                     |                     |                          |                          |       |       |
| 1ª                      | 2006-07       | 5             | 0     | -     | -                   | -                   | -                        | 5                        | 0     |       |
| 1ª                      | 2007-08       | 19            | 0     | -     | -                   | -                   | -                        | 19                       | 0     |       |
| 1ª                      | 2008-09       | 18            | 0     | -     | -                   | 11                  | 0                        | 29                       | 0     |       |
| 1ª                      | 2009-10       | 15            | 0     | 3     | 0                   | 4                   | 0                        | 22                       | 0     |       |
| 1ª                      | 2011-12       | 31            | 0     | -     | -                   | 6                   | 0                        | 37                       | 0     |       |
| 1ª                      | 2012-13       | 27            | 0     | -     | -                   | 7                   | 0                        | 34                       | 0     |       |
| 1ª                      | 2013-14       | 8             | 0     | 4     | 0                   | 2                   | 0                        | 14                       | 0     |       |
| Total club              | Total club    | 123           | 0     | 7     | 0                   | 30                  | 0                        | 160                      | 0     |       |
| Club América · México   |               |               |       |       |                     |                     |                          |                          |       |       |
| 1ª                      | 2014-15       | 23            | 0     | -     | -                   | 5                   | 1                        | 28                       | 1     |       |
| 1ª                      | 2015-16       | 23            | 0     | -     | -                   | 7                   | 0                        | 30                       | 0     |       |
| 1ª                      | 2016-17       | 25            | 0     | 9     | 1                   | -                   | -                        | 34                       | 1     |       |
| Total club              | Total club    | 71            | 0     | 9     | 1                   | 12                  | 1                        | 92                       | 2     |       |
| Veracruz · México       |               |               |       |       |                     |                     |                          |                          |       |       |
| 1ª                      | 2017-18       | 21            | 1     | 2     | 0                   | -                   | -                        | 23                       | 1     |       |
| 1ª                      | 2018          | 14            | 0     | 1     | 0                   | -                   | -                        | 15                       | 0     |       |
| Total club              | Total club    | 35            | 1     | 3     | 0                   | 0                   | 0                        | 38                       | 1     |       |
| Club Necaxa · México    |               |               |       |       |                     |                     |                          |                          |       |       |
| 1ª                      | 2019          | 4             | 0     | 4     | 0                   | -                   | -                        | 8                        | 0     |       |
| Total club              | Total club    | 4             | 0     | 4     | 0                   | 0                   | 0                        | 8                        | 0     |       |
| Total carrera           | Total carrera | Total carrera | 259   | 3     | 23                  | 1                   | 46                       | 1                        | 328   | 5     |

* Liga: Primera División de México
** Copas nacionales: InterLiga y Copa México
*** Copas internacionales: SuperLiga, Liga de Campeones de la Concacaf (2008-09, 2011-12, 2012-13, 2014-15 y 2015-16), Copa Libertadores (2011 y 2014) y Copa Mundial de Clubes de la FIFA (2015 y 2016)

### Resumen estadístico
| Competencia               | Partidos | Goles |
| ------------------------- | -------- | ----- |
| Liga                      | 259      | 3     |
| Copas nacionales          | 23       | 1     |
| Copas internacionales     | 46       | 1     |
| Liga de Ascenso           | 18       | 0     |
| Sub-20                    | 1        | 0     |
| Selección mexicana Sub-20 | 1        | 1     |
| Total                     | 348      | 6     |

* Veracruz Sub-20.

## Palmarés

### Campeonatos nacionales
| Categoría                  | Título        | Club               | País   |
| -------------------------- | ------------- | ------------------ | ------ |
| Primera División de México | Clausura 2008 | Club Santos Laguna | México |
| Primera División de México | Clausura 2012 | Club Santos Laguna | México |
| Primera División de México | Apertura 2014 | Club América       | México |

### Campeonatos internacionales
| Título                                   | Club         | Sede   | Año  |
| ---------------------------------------- | ------------ | ------ | ---- |
| Liga de Campeones de la Concacaf 2014-15 | Club América | Canadá | 2015 |
| Liga de Campeones de la Concacaf 2015-16 | Club América | México | 2016 |